# Emanuel Plattner
Emanuel Plattner (* 29. Mai 1935 in Maur) ist ein ehemaliger Schweizer Radrennfahrer. Emanuel Plattner war Profi-Radrennfahrer von 1957 bis 1970. Er war ein Allrounder, der bei Querfeldein-, Strassen- und Bahnrennen erfolgreich war.

## Sportliche Laufbahn
Plattner begann 1953 mit dem Radsport. Bereits ein Jahr später, 1954, belegte Plattner bei den Schweizer Meisterschaften im Querfeldeinrennen den zweiten, im Jahr darauf den dritten Platz. 1956 wurde er Schweizer Meister im Strassenrennen der Amateure, im selben Jahr wurde er im luxemburgischen Bambësch Dritter bei den Querfeldein-WM. 1958 wurde er erstmals Schweizer Meister im Querfeldeinrennen und konnte diesen Erfolg noch fünfmal – 1959, 1961, 1965, 1967 und 1968 – wiederholen. 1959 startete Plattner bei der Tour de France in der gemischten Mannschaft Deutschland/Schweiz, gab das Rennen aber nach der 9. Etappe auf. Viermal war er am Start der heimischen Tour de Suisse, wobei Platz 20 1959 sein bestes Ergebnis blieb.
Sein erfolgreichstes Jahr hatte Emanuel Plattner 1968, als er zweifacher Schweizer Meister wurde, im Querfeldein- sowie im Steherrennen.
Plattner arbeitete während seiner gesamten Laufbahn als Radrennfahrer auf dem elterlichen Bauernhof auf der Forch in der Nähe von Zürich.